# 61195 Мартінолі
61195 Мартінолі (61195 Martinoli) — астероїд головного поясу, відкритий 28 липня 2000 року.
Тіссеранів параметр щодо Юпітера — 3,498.